# Harakkasaari (ö i Mellersta Finland)
Harakkasaari är en halvö i Finland. Den ligger i sjön Päijänne och i kommunen Jyväskylä i den ekonomiska regionen  Jyväskylä ekonomiska region  och landskapet Mellersta Finland, i den södra delen av landet, 230 km norr om huvudstaden Helsingfors.